# Killing Music
Killing Music è il settimo album in studio del gruppo musicale Benediction, pubblicato nel 2008 dalla Nuclear Blast.

## Tracce
1. Intro - 1:32
2. The Grey Man - 2:44
3. Controlopolis (Rats in the Mask) - 2:54
4. Killing Music - 3:41
5. They Must Die Screaming - 3:54
6. Dripping with Disgust - 3:56
7. Wrath and Regret - 3:48
8. As Her Skin Weeps - 1:53
9. Cold, Deathless, Unrepentant - 3:08
10. Immaculate Facade - 4:51
11. Burying the Hatchet - 1:58
12. Beg, You Dogs - 3:54
13. Seeing Through My Eyes (cover dei Broken Bones) - 2:41
14. Largactyl (cover degli Amebix) - 4:13

## Formazione
- Dave Hunt - voce
- Frank Healy - basso, tastiera (traccia 1)
- Peter Rew - chitarra
- Darren Brookes - chitarra
- Neil Hutton - batteria